# Claude Mallier du Houssay
Claude Mallier du Houssay (né à Paris vers 1600 et mort à Paris le 21 septembre 1681) est un ancien ambassadeur devenu ecclésiastique, qui fut évêque de Tarbes de 1649 à 1668.

## Biographie
Claude(II)  Mallier est issu d'une famille originaire d'Orléans connue depuis le début du XVe siècle. Il est le fils de Claude (I) Mallier, seigneur du Houssay, intendant des finances et de Marie Mélissant. Il est le frère ainé de François Mallier du Houssay qui sera destiné à l'Église.
Claude Mallier du Houssay fait ses études au Collège de Navarre et obtient une licence en droit canon et il semble qu'il ait fait également quelques études de théologie. Mais il devient conseiller au Parlement de Paris en 1624, maitre des requêtes du Palais (1631-1633), ambassadeur de France auprès de la république de Venise et conseiller d'État. Il épouse en premières noces en 1628 Marie Le Peletier puis le 22 février 1631, Marie de Bailleul, fille de Nicolas, intendant d'Anne d'Autriche et surintendant des Finances qui lui donne deux fils : Claude (III) (1633 - 1697) qui poursuit la lignée et Marc. Marie meurt à l'âge de 29 ans à Venise le 14 juillet 1640. Il décide alors de quitter le siècle et d'entrer dans les ordres. Ordonné prêtre, il devient premier aumônier de Marguerite de Lorraine la duchesse douairière d'Orléans.
Il est nommé évêque de Tarbes en 1649 et consacré par son propre frère qui était devenu évêque de Troyes. Son épiscopat est marqué par la peste qui dévaste la Bigorre en 1653, la visite à Tarbes en 1660 de Louis XIV et enfin en 1665 la création d'un collège dans sa cité épiscopale qui sera confié par son fils et successeur aux Prêtres de la doctrine chrétienne. En 1668 il résigne son diocèse en faveur de son fils cadet Marc Mallier du Houssay, entré en religion qu'il consacre lui-même évêque le 25 novembre 1668. Il se retire ensuite à Paris où il meurt le 21 septembre 1681.